# إبرام لينكولن هاريس
إبرام لينكولن هاريس (بالإنجليزية: Abram Lincoln Harris)‏ هو عالم إنسان واقتصادي أمريكي، ولد في 17 يناير 1899 في ريتشموند في الولايات المتحدة، وتوفي في 6 نوفمبر 1963 في شيكاغو في الولايات المتحدة.